# 五十嵐喜芳
五十嵐 喜芳（いがらし きよし、1928年9月8日 - 2011年9月23日）は、日本の声楽家（テノール歌手）。マネージメント協力はジャパン・アーツ。
日本オペラ振興会の常任理事、昭和音楽大学学長、宝塚音楽学校のカリキュラム編成アドバイザー（声楽）などを歴任し、日本におけるオペラ発展に尽力した。また、音楽活動のみならず、TBSのワイドショー『3時にあいましょう』の司会やドラマ『コメットさん』に出演し幅広く活躍した。

## 人物
- 兵庫県神戸市出身。
- 甲陽学院高等学校を経て、東京芸術大学卒。在学中の1955年に第24回「NHK・毎日音楽コンクール（現・日本音楽コンクール）」・声楽の部で特賞を受賞[2]。
- その後中川牧三、四家文子らに師事。
- 1966年、カルメンのドン・ホセ役で舞台デビュー[3]。
- 1974年、『3時にあいましょう』に3代目男性司会者として出演。
- 1978年、『コメットさん』のレギュラー。
- 1985年から1999年6月まで、藤原歌劇団総監督（第3代）[4]。
- 1999年から2003年まで、新国立劇場オペラ芸術監督（第2代）。
- 2000年に昭和音楽大学[5]（2007年まで）、同短期大学部（2009年まで）の学長に就任。
- 2011年9月23日午前11時9分、急性心筋梗塞のため東京都大田区の自宅で死去。83歳没[3]。
- ソプラノ歌手・五十嵐麻利江は実娘。

## 受賞歴
- 1963年、『椿姫』で毎日芸術賞[要出典]
- 1991年、紫綬褒章
- 1998年、勲三等瑞宝章[6]
- 1999年、イタリア共和国功労勲章（コンメンダトーレ）[1]

## 映画出演
- 幸福号出帆（1980年、東映セントラルフィルム） - 大川順 役